# جبل زكار
جبل زكار يقع في سلسلة الأطلس التلي في جبال الظهرة يبلغ ارتفاعه 1550 م.